# Акжаров, Бахытжан Кожанбердыулы
Бахытжан Кожанбердыулы Акжаров (каз. Бақытжан Қожанбердіұлы Ақжаров; род. 23 января 1989) — казахстанский государственный деятель. Аким Турксибского района города Алматы (с 2020 года).

## Биография
Окончил Казахский национальный университет им. аль-Фараби: «Бакалавр международных отношений» (2010), «Магистр гуманитарных знаний», «Доктор философии».
В 2008—2012 годах работал в сфере государственной молодёжной политики: ведущий специалист Государственного фонда развития молодёжной политики, главный специалист, начальник отдела по работе с вузами и молодёжными организациями Управления по вопросам молодежной политики города Алматы.
В 2012—2019 годах занимал разные должности в акимате города Алматы: начальник отдела информационной политики и мониторинга СМИ, заместитель руководителя Управления внутренней политики, руководитель отдела социально-культурной сферы, заместитель руководителя аппарата акима города Алматы, руководитель Управления жилья и жилищной инспекции города Алматы.
С января 2020 года — аким Турксибского района города Алматы.

## Награды
- Медаль «20 лет независимости Республики Казахстан» (2011)
- Медаль «20 лет Конституции Республики Казахстан» (2015)